# Ron Jackson
Ron Jackson (Manilla, 27 juli 1964) is een uit de Filipijnen afkomstige Amerikaanse jazzgitarist, -componist, -arrangeur en instructeur.

## Biografie
Jackson werd geboren op de Filipijnen op 27 juli 1964, waar zijn vader bij de Amerikaanse mariniers in Vietnam diende. Hij begon gitaar te spelen op 11-jarige leeftijd en speelde zijn eerste professionele optreden op 15-jarige leeftijd. Hij schreef zich in 1982 in aan het Berklee College of Music, waarbij hij zich concentreerde op compositie en arrangeren. In 1985 verliet hij zijn studies en verbleef hij twee jaar in Parijs, waar hij elektrische bas begon te spelen. In 1987 verhuisde hij naar New York en ging verder met gitaar spelen. Als jazzgitarist ging hij op tournee door Noord-Amerika en Europa.
In 1991 bracht Jackson op 27-jarige leeftijd A Guitar Thing uit, met medewerkers als Benny Green, Lonnie Plaxico en Cecil Brooks III. Dit was zijn debuutalbum als leider en kwam binnen op #26 in de R&R National Airplay chart. Dit werd opgevolgd door het album Thinking of You, dat hij ook bij Muse Records uitbracht. Begin jaren 1990 was Jackson frontman van het Ron Jackson Quartet. In 1995 voegde Jackson zich bij de band 5 Guitars Play Mingus en speelde hij samen met Russell Malone, leider Peter Leitch, David Gilmore en Jack Wilkins, in locaties in New York zoals het ArtsCenter. Hij bracht al snel het album Song for Luis uit met duetten met Rufus Reid. In 1996 won hij de eerste prijs in de Heritage International Jazz Guitar Competition. Naarmate zijn carrière vorderde, bleef hij alternatieve muziekoptredens uitvoeren, zoals het werken in orkestbakken, op bruiloften en andere feesten spelen, in jambands werken en andere posities. Hij was ook lid van het Rufus Reid Trio en de Randy Weston Group. In 1999 bracht Jackson het album Concrete Jungle uit met Nicki Parrott.
Na de publicatie van Concrete Jungle richtte Jackson zijn eigen label Roni Music op, waar hij sindsdien zijn verdere albums onafhankelijk heeft uitgebracht. In 2003 bracht Jackson het album The Dream I had uit, een combinatie van jazzstandards en originele composities. In 2008 bracht hij het album Flubby Dubby uit en in 2012 het album Burning Gums, het gelijknamige debuutalbum van de gelijknamige band. Hij toerde en nam op als lid van verschillende bands, waaronder het Greg Lewis Organ Monk Trio en speelde regelmatig in New York bij jazzclubs zoals Birdland, Iridium Jazz Club, 55 Bar en de Blue Note Jazz Club. Muzikanten waarmee Jackson heeft gespeeld zijn onder meer Randy Weston, Oliver Lake, James Spaulding, Jimmy McGriff, Melvin Rhyne, Lonnie Smith, Benny Golson, Dee Dee Bridgewater, Dewey Redman, Gary Bartz, Ralph Peterson jr., en Greg Lewis.

## Onderwijs
Jackson is jazz-docent en gitaarinstructeur. Hij bekleedde facultaire functies bij het New Jersey Performing Arts Center, het Wells Fargo Jazz For Teens Program, het Brooklyn-Queens Conservatory of Music en het Jazz At Lincoln Center. Hij levert ook bijdragen aan Acoustic Guitar Magazine.

## Discografie

### Als leader
- 1991: A Guitar Thing (Muse Records)
- 1993: Thinking of You (Muse Records)
- 1996: Song for Luis (Mastermix)
- 1999: Concrete Jungle (Airmen)
- 2003: The Dream I Had (Roni)
- 2008: Flubby Dubby (Roni)
- 2012: Burning Gums (Roni)
- 2014: Akustik InventYours (Roni)
- 2019: Standards and Other Songs (Roni)

- International Standard Name Identifier: 0000 0000 5549 7692
- Library of Congress Control Number: no00097101
- MusicBrainz: 842f02cf-d9f0-41cb-81ea-81f07f96ae01
- Virtual International Authority File: 6945135
- WorldCat: E39PBJcR6b9TgPRFGgQJ9RRVG3